# Diecéze Cape Palmas
Diecéze Cape Palmas je římskokatolickou diecézí nacházející se v Libérii.

## Stručná historie a současnost
Dne 2. února 1950 byla bulou papeže Pia XII. Ut fidei propagandae vytvořena apoštolská prefektura Cape Palmas z části území apoštolského vikariátu v Libérii.
O dvanáct let 7. května 1962 později ji papež Jan XXIII. povýšil bulou Cum sit Ecclesia na apoštolský vikariát se stejným názvem.
Poté ho papež Jan Pavel II. dne 19. prosince 1981 povýšil bulou Patet Ecclesiae na diecézi.
Patří do církevní provincie Monrovia. Jejím hlavním chrámem je Katedrála Svaté Terezie od Dítěte Ježíše.
K roku 2007 měla diecéze 20 000 věřících, 9 diecézních knězů, 2 řeholní kněze, 2 řeholníky, 18 řeholnic a 11 farností.

## Seznam prefektů, vikářů a biskupů
- Francis Carroll, S.M.A. (1950 - 1960)
- Nicholas Grimley, S.M.A (1962 - 1972)
- Patrick Kla Juwle (1972 - 1973)
- Boniface Nyema Dalieh (1973 - 2008)
- Andrew Jagaye Karnley (od 2011)